# Aubagnan
Aubagnan – miejscowość i gmina we Francji, w regionie Nowa Akwitania, w departamencie Landy.
Według danych na rok 1990 gminę zamieszkiwało 226 osób, a gęstość zaludnienia wynosiła 66 osób/km² (wśród 2290 gmin Akwitanii Aubagnan plasuje się na 951. miejscu pod względem liczby ludności, natomiast pod względem powierzchni na miejscu 1517.).